# Lamin Bojang (Politiker, 1952)
Lamin Bojang (* 28. September 1952 in Brikama) war Minister für Bauwesen und Verkehrsinfrastruktur des westafrikanischen Staates Gambia. Er gehört der Volksgruppe der Diola an.

## Leben
Bojang studierte auf dem Fourah Bay College in Sierra Leone und der Stanford University, wo er den Master machte. Nach einem weiteren Studienaufenthalt in Großbritannien kehrte nach Gambia zurück und arbeitete für ein privates Beratungsunternehmen. 1977 wechselte er seine Tätigkeit und ging in den öffentlichen Dienst, bis er 1990 erneut in die Privatwirtschaft ging und für verschiedene Unternehmen tätig war.
Am 19. Oktober 2006 wurde Bojang von Präsident Yahya Jammeh ins Kabinett als Minister für Bauwesen und Verkehrsinfrastruktur (englisch Secretary of State for Works, Construction, & Infrastructure) berufen. Dieses Amt behielt er bis zum 4. Februar 2010, das Ressort wurde zum Büro des Präsidenten transferiert.

## Ehrungen
Den Orden Officer (ORG) erhielt Bojang im Mai 2009.